# Caacupé
Caacupé è una città del Paraguay capoluogo del dipartimento di Cordillera.
La città è il principale centro del turismo religioso in Paraguay ed è celebre per famosa per la sua festa religiosa, che si tiene annualmente l'8 dicembre, in onore di Nostra Signora dei Miracoli. La venerata effigie mariana, scolpita nel XVI secolo da un fedele convertito, fu salvata miracolosamente da una grande inondazione, e le si attribuiscono numerosi miracoli. Nel centro della città vi è un'enorme basilica, ed è ad essa che più di 200.000 fedeli si dirigono in pellegrinaggio durante la festa.

## Etimologia
Il suo nome deriva dall'espressione guaraní Ka´agykupe, che significa dietro il monte.

## Geografia fisica

### Territorio
Caacupé è a 54 km dalla città di Asunción, la capitale del paese. Sorge sulla sommità dell'omonimo colle, dal quale si può vedere il lago Ypacaraí. È una tranquilla città circondata da colli e valli verdi.

### Clima
Il clima di Caacupé è temperato e secco: la temperatura media giornaliera è di 12 °C a luglio (inverno australe) e di 34 °C a gennaio (estate). Le precipitazioni medie annue sono attorno ai 1.500 mm.

## Storia

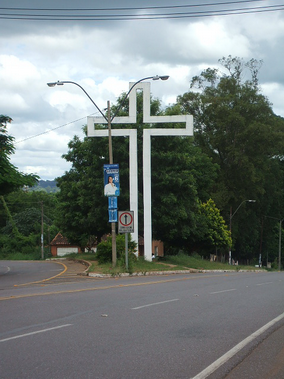
Croce del pellegrino.

Il primo nucleo di abitanti nacque nel 1600. Secondo la tradizione un indigeno cristiano del popolo degli Atyrá, di nome José, si era spinto fino alle selve della valle Ytú, alla ricerca di alimenti e legname, in territorio inospitale, dove ancora non era giunto il Cristianesimo. Lo seguivano degli indios mbayaes non cristiani. José si rifugiò dietro un enorme tronco, chiedendo alla Vergine Maria che lo salvasse dalla morte. Gli indios mbayaes che lo stavano seguendo non lo trovarono:  essendosi salvato, l'indigeno prese un pezzo di tronco e lo portò a casa sua, dove lavorò il legno e scolpì la Vergine Maria come ex voto.
José, si installò con la famiglia in quelle valli, con la sicurezza che la Vergine Maria lo avrebbe sempre protetto. Costruì una piccola cappella, e questa a sua volta attirò altra gente dai dintorni, andando a costituire il nucleo di una popolazione che chiamarono ytuensi.
Nell'anno 1765 la zona era già conosciuta come la valle di Caacupé. Il fervore religioso spinse la popolazione a costruire un tempio più grande, terminato il 4 aprile del 1770, durante il governo del Capitano Generale dei Granatieri Carlos Murphy (Charles Murphy), irlandese al servizio del Re Carlo III di Spagna; è la stessa persona alla quale toccò il compito di cacciare i gesuiti dal Paraguay.
La data del 4 aprile 1770 è considerata la data ufficiale di fondazione della città.

## Monumenti e luoghi d'interesse
- Cattedrale di Nostra Signora dei Miracoli

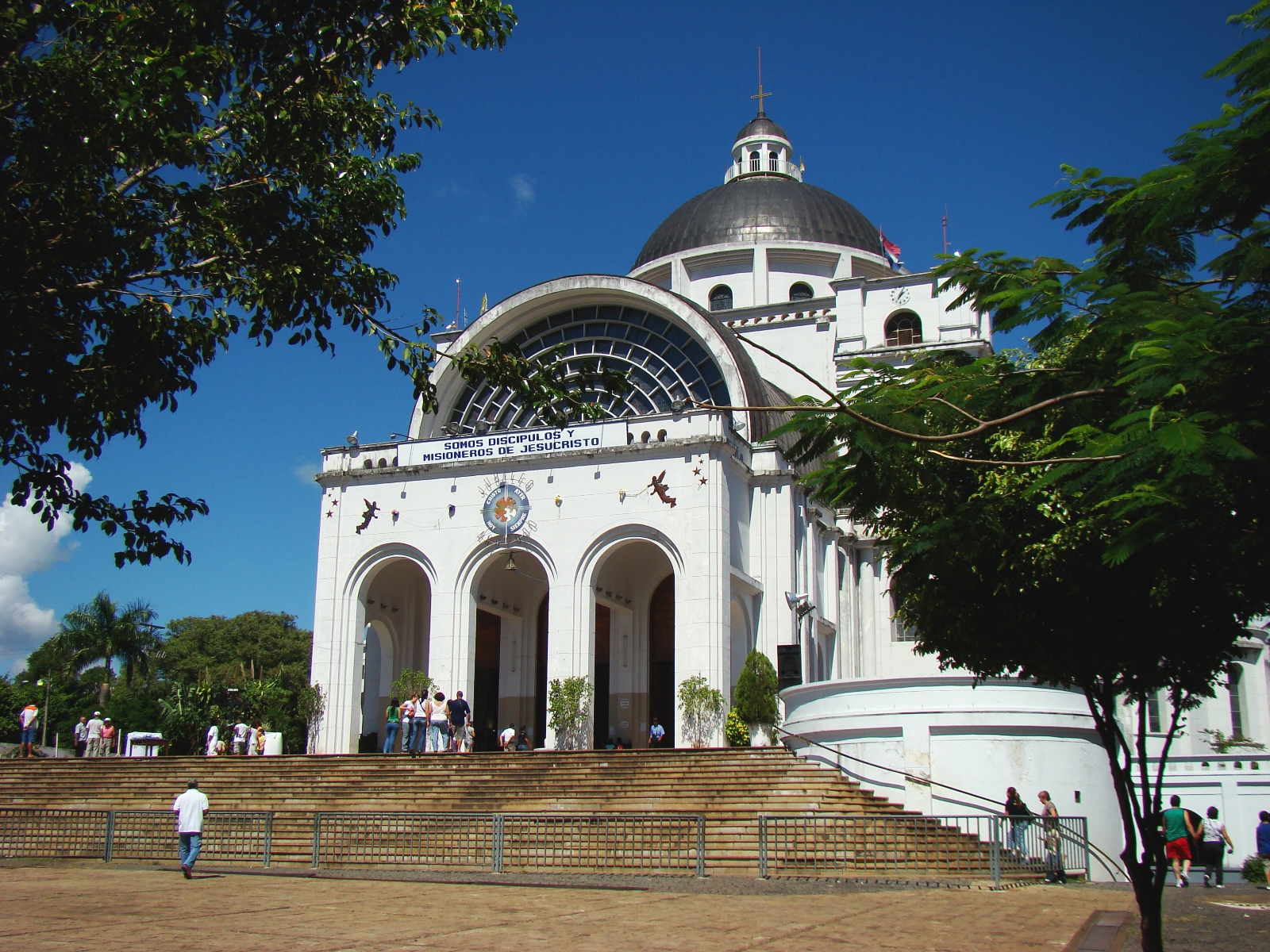
La basilica dell'Immacolata Concezione, la più importante meta di pellegrinaggio in Paraguay

## Società

### Popolazione
Al censimento del 2002 Caacupé contava una popolazione urbana di 19.131 abitanti (42.127 nel distretto), secondo la Dirección General de Estadística, Encuestas y Censos.

### Religione
La città è sede della diocesi di Caacupé ed è considerata la capitale spirituale del Paraguay.

## Economia
Nella città sono presenti industrie alimentari. Sono presenti anche laboratori d'artigianato tipici della regione, in special modo oreficerie e pasticcerie.
L'artigianato tradizionale di questo distretto è però la lavorazione del cuoio.
Un'altra importante risorsa della zona è costituita dal turismo, soprattutto nel periodo vicino alle celebrazioni della Vergine di Caacupé (8 dicembre).

### Turismo
La principale attrazione è la basilica in cui si venera la Virgen de la Inmaculada Concepción de los Milagros, che richiama annualmente migliaia di pellegrini. Attorno alla basilica si trovano l'antica cappella e il Pozo de la Virgen (Pozzo della Vergine), il cui antico nome guaraní era Tupãsy Ykua, che, secondo la tradizione popolare, possiede proprietà curative.
Un'altra attrattiva naturale è il Cerro Kavaju, un'interessante formazione geologica per la quale la popolazione sta cercando di creare un'area protetta. Secondo la mitologia guaraní in una grotta di questo colle la divinità protettrice dei campi, dell'aria e degli uccelli Moñai era solita accumulare il prodotto delle proprie rapine.

## Infrastrutture e trasporti
Caacupé è attraversata dalla strada nazionale 2, la principale arteria di comunicazione del paese, che unisce la capitale Asunción con Ciudad del Este e la frontiera con il Brasile.